# Cargaison clandestine
Pour plus de détails, voir Fiche technique et Distribution.
Cargaison clandestine est un film français réalisé par Alfred Rode en 1947, sorti sur les écrans en 1948.

## Synopsis
Dans un état d'Amérique Centrale, le propriétaire d'un dancing et sa commanditaire se livrent au trafic de stupéfiants. Sont mêlés à diverses intrigues, un orchestre tzigane, son chanteur, la sœur du chef d'orchestre, quelques policiers. L'emprisonnement et la mort sont au bout des aventures.

## Fiche technique
- Titre : Cargaison clandestine
- Réalisation : Alfred Rode, assisté de Tony Saytor
- Scénario : Alfred Rode
- Adaptation et dialogues : Yvan Noë
- Décors : Émile Alex
- Photographie : Enzo Riccioni
- Musique : Joe Hajos
- Son : Bernard
- Montage : Robert Isnardon
- Société de production : Les Films Alfred Rode, Phoebus International
- Directeur de production : Yvan Noë
- Format : Noir et blanc - 1,37:1 - 35 mm - Son mono
- Durée : 90 min
- Genre : Film policier
- Date de sortie : 
  - France : 16 avril 1948

## Distribution
- Pierre Renoir : Le préfet de police
- Kate de Nagy : Luisa Helm
- Claudine Dupuis : Mila
- Luis Mariano : José, le chanteur
- Alfred Rode et son orchestre tzigane : Ricardo
- Junie Astor : Mme Mendoza
- Jacqueline Ricard : Barbara
- Jean-Jacques Delbo : Carlos Mendoza
- Jean Temerson : L'impresario
- Michel Ardan : S.R 35
- Lucas Gridoux : Le chinois
- Daniel Mendaille : L'amiral
- Paul Amiot : Le gouverneur
- Robert Blome : Luigi
- Manuel Gary : Le speaker
- Gaston Orbal : Antonio
- Edy Debray : Le capitaine
- Palmyre Levasseur
- Bob Ingarao
- Guy Henry
- Roger Til
- Serge Castelli
- Chatenay
- Joëlle Prat
- Ternay
- Le ballet Gzarbina
- L'orchestre de jazz Norbert Mattison

## À noter
- Le film a été tourné en grande partie au Grand Hôtel du Cap-Martin[1]